# لاسنیتسهوه
لاسنیتسهوه (به آلمانی: Laßnitzhöhe) یک منطقهٔ مسکونی در اتریش است که در گراتس اومگبونگ واقع شده‌است. لاسنیتسهوه ۲٬۷۱۸ نفر جمعیت دارد.